# Capusa
Capusa is een geslacht van vlinders van de familie spanners (Geometridae), uit de onderfamilie Ennominae.

## Soorten
- C. cuculloides Felder, 1868
- C. chionopleura Turner, 1926
- C. senilis Walker, 1857
- C. stenophara Turner, 1919